# Jessie Royce Landis
Jessie Royce Landis (* 25. November 1896 in Chicago, Illinois; † 2. Februar 1972 in Danbury, Connecticut) war eine US-amerikanische Schauspielerin.

## Leben
Jessie Royce Landis begann ihre Schauspielkarriere an Theatern ihrer Heimatstadt Chicago. Mit 30 Jahren gab sie ihr Debüt am Broadway in New York City im Stück The Honor of the Family. Bereits in jungen Jahren spezialisierte sie sich erfolgreich auf Charakterrollen, die häufig älter als sie selbst waren, die ihr aber eine lange Schauspielkarriere einbrachten. Im Jahr 1930 spielte sie die weibliche Hauptrolle im Tonfilm Orkan neben George Bancroft, doch blieb dies für die folgenden 19 Jahre ihr letzter Filmauftritt. In den 1930er- und 1940er-Jahren setzte sie ihre Theaterkarriere fort und spielte in insgesamt über 30 Broadway-Produktionen.
Erst ab 1949 stand Jessie Royce Landis wieder regelmäßig vor der Kamera, wobei sie nun meist in mütterlichen, komödiantischen Nebenrollen zum Einsatz kam. Ihre bekanntesten Rollen hatte sie wohl im Œuvre Alfred Hitchcocks: In Über den Dächern von Nizza (1955) spielte sie die Mutter von Francie Stevens (Grace Kelly), in Der unsichtbare Dritte (1959) die Mutter von Roger O. Thornhill (Cary Grant). In beiden Filmen ging Landis’ Figur ihren Filmkindern auf die Nerven, etwa durch Offenherzigkeit oder Überfürsorglichkeit. Als Mutter einer von Grace Kelly dargestellten Prinzessin trat sie auch in dem Melodram Der Schwan auf. Ihre letzte Kinorolle spielte sie 1970 im Katastrophenfilm Airport, ihren letzten Fernsehauftritt hatte Royce Landis 1971 in einer Folge der Serie Columbo.
1954 veröffentlichte sie ihre Autobiografie You Won’t Be So Pretty. 1972 starb Jessie Royce Landis im Alter von 75 Jahren an den Folgen einer Krebserkrankung.

## Filmografie (Auswahl)
- 1930: Orkan (Derelict)
- 1949: Mr. Belvedere kann alles besser (Mr. Belvedere Goes to College)
- 1949: It Happens Every Spring
- 1949: Angst vor der Schande (My Foolish Heart)
- 1955: Über den Dächern von Nizza (To Catch a Thief)
- 1956: Der Schwan (The Swan)
- 1956: Playboy – Marsch, marsch! (The Girl He Left Behind)
- 1957: Mein Mann Gottfried (My Man Godfrey)
- 1958: Links und rechts vom Ehebett (I Married a Woman)
- 1959: Der unsichtbare Dritte (North by Northwest)
- 1959: Das gibt’s nur in Amerika (A Private’s Affair)
- 1960: Lieben Sie Brahms? (Goodbye Again)
- 1962: Champagner in Paris (Bon Voyage!)
- 1962: Tu das nicht, Angelika (Critic’s Choice)
- 1962: Sexy! (Boys’ Night Out)
- 1963: April entdeckt Rom (Gidget Goes to Rome)
- 1970: Airport
- 1971: Columbo – Schritte aus dem Schatten (Columbo: Lady in Waiting; Fernsehfilm)